# Brotula multibarbata
Brotula multibarbata är en fiskart som beskrevs av Temminck och Schlegel, 1846. Brotula multibarbata ingår i släktet Brotula och familjen Ophidiidae. Inga underarter finns listade.